# 沙勒瓦勒
沙勒瓦勒（法語：Charleval，法語發音：[ʃaʁləval]）是法国普罗旺斯-阿尔卑斯-蓝色海岸大区罗讷河口省的一个市镇，属于普罗旺斯地区艾克斯区。

## 地理
沙勒瓦勒（43°43'7"N, 5°14'44"E）面积14.41 平方千米，位于法国普罗旺斯-阿尔卑斯-蓝色海岸大区罗讷河口省，该省份为法国东南部沿海省份，北起沃克吕兹省，西接加尔省，南濒地中海，东临瓦尔省。
与沙勒瓦勒接壤的市镇（或旧市镇、城区）包括：朗贝斯克、马勒莫尔、拉罗克当泰龙、韦尔内格、皮热。

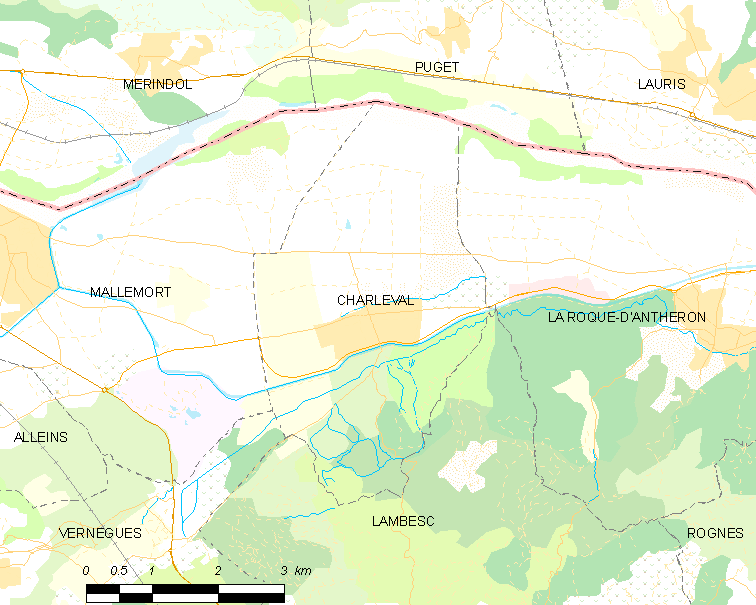
沙勒瓦勒的OSM定位图

沙勒瓦勒的时区为UTC+01:00、UTC+02:00（夏令时）。

## 行政
沙勒瓦勒的邮政编码为13350，INSEE市镇编码为13024。

## 政治
沙勒瓦勒所属的省级选区为佩利萨讷县。

## 人口

1962-2008年间沙勒瓦勒人口变化图示

沙勒瓦勒于2022年1月1日时的人口数量为2634人。